# Meilleures handballeuses aux Jeux olympiques
Les meilleures handballeuses aux Jeux olympiques sont les joueuses qui ont désignés dans l'équipe-type de chaque édition du tournoi féminin des Jeux olympiques.

## Meilleures joueuses par édition
Les meilleures joueuses par édition sont désignées depuis 2016 uniquement :
| Édition | Meilleure joueuse   | Nation     |
| ------- | ------------------- | ---------- |
| 2016    | Anna Viakhireva     | Russie     |
| 2020    | Anna Viakhireva (2) | Russie (2) |
| 2024    | Katrine Lunde       | Norvège    |

## Meilleurs joueurs par compétition

### De 1972 à 1984
En 1972, 1976, 1980 et 1984, l'équipe-type n'est pas connue ou n'a pas été définie.

### Jeux olympiques de 1988
Pour la première fois, la Fédération internationale de handball a nommé une équipe-type de la compétition :
- gardienne de but : Song Ji-hyun,  Corée du Sud ;
- arrière droite[2] : Leora Jones (en),  États-Unis ;
- demi-centre[2] : Kim Hyun-mee,  Corée du Sud ;
- arrière gauche : Natalia Morskova,  Union soviétique ;
- pivot : Natalia Lapitskaïa,  Union soviétique ;
- ailière droite : Sun Xiulan,  Chine ;
- ailière gauche[2] : Kristin Midthun,  Norvège.

### Jeux olympiques de 1992
L'équipe-type des Jeux olympiques est :
- gardienne de but : Mariann Rácz,  Autriche ;
- ailière droite : Marina Bazanova,  Équipe unifiée ;
- arrière droite : Silvia Schmitt (de),  Allemagne ;
- demi-centre : Lim O-kyeong,  Corée du Sud ;
- arrière gauche : Natalia Morskova,  Équipe unifiée ;
- pivot : Heidi Sundal,  Norvège ;
- ailière gauche : Lee Mi-young,  Corée du Sud.

### Jeux olympiques de 1996
L'équipe-type des Jeux olympiques est, :
- Meilleure gardienne de but : Susanne Munk Wilbek,  Danemark
- Meilleure ailière gauche : Kim Eun-mi,  Corée du Sud
- Meilleure arrière gauche : Anja Andersen,  Danemark
- Meilleure demi-centre : Lim O-kyeong,  Corée du Sud
- Meilleure pivot : Erzsébet Kocsis,  Hongrie
- Meilleure arrière ou ailière droite : Kjersti Grini,  Norvège
- Meilleure arrière ou ailière droite : Hong Jeong-ho,  Corée du Sud

À noter que Lim O-kyeong sera élue meilleure joueuse de l'année 1996, succédant à Erzsébet Kocsis et précédant Anja Andersen, toutes deux nommées dans l'équipe-type.

### Jeux olympiques de 2000
L'équipe-type des Jeux olympiques est, :
- Meilleure gardienne de but : Heidi Tjugum,  Norvège
- Meilleure ailière gauche : Anette Hoffmann-Møberg,  Danemark
- Meilleure arrière gauche : Kjersti Grini,  Norvège
- Meilleure demi-centre : Oh Seong-ok,  Corée du Sud
- Meilleure arrière droite : Bojana Radulovics,  Hongrie
- Meilleure ailière droite : Janne Kolling,  Danemark
- Meilleure pivot : Véronique Pecqueux-Rolland,  France

### Jeux olympiques de 2004
L'équipe du tournoi, appelée aussi « all star team », désigne les sept meilleures joueuses du tournoi à leurs postes respectifs.
Elle est composée de :
- Meilleure gardienne : Rikke Schmidt,  Danemark
- Meilleure ailière gauche : Line Daugaard,  Danemark
- Meilleure arrière gauche : Katrine Fruelund,  Danemark
- Meilleure demi-centre : Lee Sang-eun,  Corée du Sud
- Meilleure pivot : Véronique Pecqueux-Rolland,  France
- Meilleure arrière droite : Maryna Verhelyouk,  Ukraine
- Meilleure ailière droite : Woo Sun-hee,  Corée du Sud.

### Jeux olympiques de 2008
L'équipe du tournoi, appelée aussi « all star team », désigne les sept meilleures joueuses du tournoi à leurs postes respectifs.
Elle est composée de :
- Meilleure gardienne : Katrine Lunde,  Norvège
- Meilleure ailière gauche : Orsolya Vérten,  Hongrie
- Meilleure arrière gauche : Lioudmila Postnova,  Russie
- Meilleure demi-centre : Oh Seong-ok,  Corée du Sud
- Meilleure pivot : Else-Marthe Sørlie-Lybekk,  Norvège
- Meilleure arrière droit : Irina Bliznova,  Russie
- Meilleure ailière droite : Ramona Maier,  Roumanie

### Jeux olympiques de 2012
L'équipe-type du tournoi, appelée aussi « all star team », a été désignée après la finale le 12 août 2012 :
- Gardienne de but : Kari Aalvik Grimsbø,  Norvège
- Ailière gauche : Jo Hyo-bi,  Corée du Sud
- Arrière gauche : Bojana Popović,  Monténégro
- Demi-centre :  Marta Mangué,  Espagne
- Arrière droite : Katarina Bulatović,  Monténégro
- Ailière droite : Alexandra do Nascimento,  Brésil
- Pivot : Heidi Løke,  Norvège

### Jeux olympiques de 2016
| Grimsbø Kouznetsova Løke Hagman Pineau Dmitrieva Lacrabère Meilleure joueuse : Viakhireva Meilleure gardienne : Glauser (41,3%) Meilleure buteuse : Mørk (62 buts)               |
| Équipe-type des Jeux olympiques 2016 |
| · Grimsbø · Kouznetsova · Løke · Hagman · Pineau · Dmitrieva · Lacrabère Meilleure joueuse : Viakhireva Meilleure gardienne : Glauser (41,3%) Meilleure buteuse : Mørk (62 buts) |

La meilleure joueuse du tournoi :
- Meilleure joueuse (MVP) : Anna Viakhireva ( Russie)

L'équipe du tournoi, appelée aussi « all star team », désigne les sept meilleures joueuses du tournoi à leur poste respectif. 
Lors des Jeux olympiques de 2016, les joueuses la composant sont :
- Meilleure gardienne de but : Kari Aalvik Grimsbø ( Norvège)
- Meilleure ailière gauche : Polina Kouznetsova ( Russie)
- Meilleure arrière gauche : Allison Pineau ( France)
- Meilleure demi-centre : Daria Dmitrieva ( Russie)
- Meilleure pivot : Heidi Løke ( Norvège)
- Meilleure arrière droite : Alexandra Lacrabère ( France)
- Meilleure ailière droite : Nathalie Hagman ( Suède)

### Jeux olympiques de 2020
| Lunde Kouznetsova Foppa Flippes Roberts Zaadi Viakhireva Meilleure joueuse : Viakhireva Meilleure buteuse : Mørk , 52 buts Meilleure gardienne : Lunde , 37,8 %             |
| Équipe-type des Jeux olympiques 2020 |
| · Lunde · Kouznetsova · Foppa · Flippes · Roberts · Zaadi · Viakhireva Meilleure joueuse : Viakhireva Meilleure buteuse : Mørk, 52 buts Meilleure gardienne : Lunde, 37,8 % |

L'équipe du tournoi, appelée aussi « all star team », désigne les meilleures joueuses du tournoi à leur poste respectif. Lors des Jeux olympiques de 2020, les joueuses la composant sont :
- Meilleure joueuse (MVP) : Anna Viakhireva,  Russie
- Meilleure gardienne de but : Katrine Lunde,  Norvège
- Meilleure ailière gauche : Polina Kouznetsova,  Russie
- Meilleure arrière gauche : Jamina Roberts,  Suède
- Meilleure demi-centre : Grâce Zaadi,  France
- Meilleure pivot : Pauletta Foppa,  France
- Meilleure arrière droite : Anna Viakhireva,  Russie
- Meilleure ailière droite : Laura Flippes,  France

### Jeux olympiques de 2024
| Glauser Friis Brattset Toublanc Nze Minko Oftedal Klujber Meilleure joueuse : Lunde Meilleure buteuse : Hagman Meilleure gardienne (%) : Lunde               |
| Équipe-type des Jeux olympiques 2024 |
| · Glauser · Friis · Brattset · Toublanc · Nze Minko · Oftedal · Klujber Meilleure joueuse : Lunde Meilleure buteuse : Hagman Meilleure gardienne (%) : Lunde |

L'équipe-type du tournoi, appelée aussi « all star team », a été désignée après la finale le 10 août 2024 :
- Meilleure joueuse (MVP) : Katrine Lunde ( Norvège)
- Meilleure gardienne de but : Laura Glauser ( France)
- Meilleure ailière gauche : Emma Friis ( Danemark)
- Meilleure arrière gauche : Estelle Nze Minko ( France)
- Meilleure demi-centre : Stine Bredal Oftedal ( Norvège)
- Meilleure pivot : Kari Brattset ( Norvège)
- Meilleure arrière droite : Katrin Klujber ( Hongrie)
- Meilleure ailière droite : Alicia Toublanc ( France)